# Louis-Ange de Ghistelles de Saint-Floris
Léon-Ange de Ghistelles (né à Enquin-les-Mines en 1701 et mort le 21 juillet 1747), est un ecclésiastique, qui fut évêque désigné de Béziers de 1744 à 1745.

## Biographie

### Famille
Léon Ange de Ghistelles naît vers 1701 à Serny-en-Rivière dans le diocèse d'Arras, hameau depuis 1822 de la commune d'Enquin dans le Pas-de-Calais. Il est le fils de Philippe Alexandre François Guilbert de Ghistelles, marquis de Saint-Floris, et de Marie Isabelle Claire de Créquy, sa seconde épouse.
Il est un cousin d'Emmanuel de Maulde, petit-fils de sa tante Ernestine de Ghistelles.

### Carrière ecclésiastique
Aumônier du Roi et depuis 1738 abbé commendataire de l'abbaye de Beaulieu au Mans, il est nommé le 10 décembre 1744 par le roi Louis XV évêque de Béziers. 
Trouvant la charge trop lourde, il se démet quatre mois plus tard sans avoir été confirmé ni consacré. Il obtient le 11 novembre 1745 la commende de l'abbaye de Forest-Montiers dans le diocèse d'Amiens à laquelle il renonce rapidement pour recevoir le 21 avril 1746 l'abbaye de Saint-Denis de Reims mais il meurt l'année suivante à 46 ans.

## Héraldique
Armoiries: de gueules, à un chevron d'hermines.